# Grad-Gyenge Anikó
Grad-Gyenge Anikó (Sümeg, 1978 –)  magyar jogász, egyetemi docens, a BME GTK innovációs dékánhelyettese.  

## Életpályája
1996 és 2002 között a Liszt Ferenc Zeneművészeti Egyetemen folytatott zenetörténet tanári, zenetörténész tanulmányokmat, majd 2004-ben szerzett jogász diplomát az ELTE Állam- és Jogtudományi Karán Budapesten. Ezt követően 2007-ig PhD-képzésen vett részt. Phd fokozatot 2010-ben szerzett. (PhD-disszertációjának címe: „Szerzői jogi korlátozások és a szerzői jog emberi jogi háttere”.
Ezen túl elvégezte a Magyar Szabadalmi Hivatal felsőfokú iparjogvédelmi tanfolyamát 2004 és 2007 között. 
2003 és 2010 között az Igazságügyi és Rendészeti Minisztériumban szerzői jogi kodifikációval és jogharmonizációval foglalkozott, 2007 óta a területért felelős osztály vezetőjeként. 2010-től a ProArt Szövetség a Szerzői Jogokért tanácsadója. 
Tanított az ELTE ÁJK-n, az ELTE BTK-n, a Pécsi Tudományegyetemen, és meghívott előadóként több más egyetem szerzői jogi tárgyú kurzusain. A Bibó István Szakkollégium Civilisztika Műhelyének egyik vezető oktatója, a Bocskai István Szakkollégium polgári jogi műhelyének tanára. A Szerzői Jogi Szakértő Testület elnökségi tagja volt 2010-ig. és 2005 óta gyakorló szakértője, a Creative Commons Hungary jogi vezetője, az Infokommunikáció és Jog című folyóirat szerkesztőbizottságának tagja. 2010 szeptemberétől a Károli Gáspár Református Egyetem Polgári Jogi és Római Jogi Tanszékének egyetemi adjunktusa, 2012 óta egyetemi docens, a Polgári Jogi és Római Jogi Tanszék tanszékvezető-helyettese. 2013 tavaszán az Universität Wien vendégprofesszora volt.
A BME GTK innoviációs dékánhelyettese. 

## Tudományos minősítése
- PhD 2010.

## Díjai, elismerései
- a Bibó István Szakkollégium Harkály-díja (2012)
- I. díj az Artisjus Szerzői Jogi Iroda Egyesület szerzői jogi pályázatán 2002.
- II. díj a 2003. évi Országos Tudományos Diákköri Konferencia Szellemi alkotások joga és dologi jogi szekciójában
- a Magyar Szabadalmi Hivatal különdíja a 2003. évi Országos Tudományos Diákköri Konferencia Dologi jog és szellemi alkotások joga szekciójában

## Társadalmi szerepvállalása
- a Szerzői Jogi Fórum Egyesület (ALAI) tagja (2003-tól)
- a Szerzői Jogi Szakértő Testület tagja (2005-től), elnökségi tagja (2006-tól, megújítva a 2010-2015-ös időszakra)
- az Infokommunikáció és Jog című folyóirat szerkesztőbizottságának tagja (2008-tól)

## Főbb publikációi
- http://www.mie.org.hu/tanfolyam/kolofon.html Munkácsi Péter (szerk.) – Financsek Zsuzsanna – Gondol Daniella – Gyenge Anikó: Szerzői jog. Internetes tananyag. 2004. tavasz.]
- Gyenge Anikó (szerk.) – Lendvai Zsófia – Bérczes László: Kézikönyv a szerzői jogi jogérvényesítésről kézikönyv, ASVA – MSZH 1. kiadás 2005. december, 2. kiadás 2006., 3. kiadás 2009.
- Szerzői jogi korlátozások és a szerzői jog emberi jogi háttere. HVG-Orac, Budapest, 2010.
- Grad-Gyenge Anikó (szerk.): Kézikönyv a Szerzői jog érvényesítéséhez. Proart Szövetség a Szerzői Jogokért
- Sarkady Ildikó – Grad-Gyenge Anikó: A média-értéklánc szerzői jogi vonatkozásai. NMHH, 2012.
- Faludi Gábor - Grad-Gyenge Anikó: A cloud computing-alapú szolgáltatások szerzői jogi megítéléséről
- Grad-Gyenge Anikó: Búcsú a szellemi alkotások jogától? – A szerzői jog és az iparjogvédelmi oltalmi formák polgári jogi védelme a magyar magánjogban
- Grad-Gyenge Anikó (szerk.): Kézikönyv a szerzői jog érvényesítéséhez 2013. január, július, 2014. március. Grad-Gyenge Anikó – Sarkady Ildikó: Közös jogkezelés az audiovizuális médiában. NMHH 2014. 169 o.
- Grad-Gyenge Anikó: Szerzői jog és házassági vagyonjog (CSJ, 2017/4., 1-7. o.)
- Bogsch Attila, Boytha György, Grad-Gyenge Anikó, Győri Erzsébet, Gyertyánfy Péter, Kabai Eszter, Kricsfalvi Anita, Zinger András -, Tarr Péter, Tomori Pál, Tóth Péter Benjamin Szerk.: Gyertyánfy Péter: Nagykommentár a szerzői jogi törvényhez. Budapest: CompLex Wolters Kluwer, 2014.
- Grad-Gyenge Anikó: A jogsértésért való felelősség vagy a nyilvánossághoz közvetítési jog új határai. (Iparjogvédelmi és Szerzői Jogi Szemle, 2017)
- Egy modern szerzői jog. (2019) [4]